# آنا كلمسكي
آنا تشلومسكي (بالإنجليزية: Anna Chlumsky)‏ (ولدت: 3 ديسمبر 1980 في مدينة شيكاغو في الولايات المتحدة - )؛ ممثلة أفلام ومسرح وتلفزيون أمريكية، مثلت في فيلم فتاتي في 1991 وفيلم In the Loop في 2009 ومثلت في مسلسل Veep في 2012 رشحت لنيل جائزة إيمي لأفضل ممثلة مساعدة في المسلسلات الكوميدية.

## روابط خارجية
- آنا كلمسكي على موقع IMDb (الإنجليزية)
- آنا كلمسكي على موقع ألو سيني (الفرنسية)
- آنا كلمسكي على موقع أول موفي (الإنجليزية)
- آنا كلمسكي على موقع قاعدة بيانات برودواي على الإنترنت (الإنجليزية)
- آنا كلمسكي على موقع قاعدة بيانات الأفلام السويدية (السويدية)
- آنا كلمسكي على موقع إن إن دي بي (الإنجليزية)
- آنا كلمسكي على موقع قاعدة بيانات الفيلم (الإنجليزية)
- آنا كلمسكي على موقع كينوبويسك (الروسية)